# 아르넬 피네다
아르넬 피네다(Arnel Pineda, 1967년 9월 5일 ~ )는 필리핀의 가수, 싱어송라이터이다. 1980년대부터 필리핀에서 독보적인 록 음악 활동을 전개했다.

## 생애
어린 시절에는 공학자가 되기를 원했지만 어머니가 병으로 사망하고 가족들이 막대한 빚에 시달리게 되면서 꿈을 접게 된다. 아르넬 이외의 형제들은 친척들의 손에 맡겨졌는데 아르넬은 아버지의 부담을 줄이기 위해 학교를 자퇴하게 된다.
1982년에는 밴드 이호스(Ijos)의 리드 보컬로 활동하면서 쉐이키스 피자 마닐라 지점에서 노래를 불렀다. 1986년에는 이호스의 멤버들과 함께 아모(Amo)를 결성했는데 아모는 록 워 콘테스트(Rock Wars contest)에서 우승을 차지하게 된다.
1991년에는 홍콩의 인기 음식점이었던 그래미스(Grammy's)에서 6일 동안의 공연을 펼쳤지만 1994년 건강 이상으로 인해 필리핀으로 귀국하게 된다. 6개월 동안의 재활을 통해 홍콩으로 귀환하면서 밴드 활동을 재개했다. 1998년에는 홍콩의 고급 나이트 클럽인 이고스(Igor's)에서 해골 그림이 들어간 옷을 입고 음악을 연주하면서 롤링 본스(The Rolling Bones)를 자처했다.
1999년 워너 브라더스 레코드의 눈에 띄면서 필리핀에서 녹음 작업을 했고 최초의 음반인 《Arnel Pineda》를 출시했다. 2006년에는 록 밴드 더 주(The Zoo)를 결성했고 2007년에는 미국의 록 밴드인 저니(Journey)의 멤버로 발탁되었다.

## 앨범

### 솔로 앨범
- 1999: 《Arnel Pineda》
- 2016: 《AP》

### 더 주의 앨범
- 2007: 《Zoology》

### 저니의 앨범
- 2008: 《Revelation》
- 2009: 《Journey: Live in Manila (DVD)》
- 2011: 《Eclipse》